# 下巴赫海姆
下巴赫海姆是德国莱茵兰-普法尔茨州的一个市镇。总面积2.93平方公里，总人口254人，其中男性125人，女性129人（2011年12月31日），人口密度87人/平方公里。